# Mitchell (Wisconsin)
Mitchell es un pueblo ubicado en el condado de Sheboygan en el estado estadounidense de Wisconsin. En el Censo de 2010 tenía una población de 2.335 habitantes y una densidad poblacional de 24,89 personas por km².

## Geografía
Mitchell se encuentra ubicado en las coordenadas 43°40′14″N 88°6′18″O / 43.67056, -88.10500. Según la Oficina del Censo de los Estados Unidos, Mitchell tiene una superficie total de 93.8 km², de la cual 93.45 km² corresponden a tierra firme y (0.37%) 0.35 km² es agua.

## Demografía
Según el censo de 2010, había 2.335 personas residiendo en Mitchell. La densidad de población era de 24,89 hab./km². De los 2.335 habitantes, Mitchell estaba compuesto por el 75.42% blancos, el 21.71% eran afroamericanos, el 1.58% eran amerindios, el 0.21% eran asiáticos, el 0.43% eran isleños del Pacífico, el 0.04% eran de otras razas y el 0.6% pertenecían a dos o más razas. Del total de la población el 0.9% eran hispanos o latinos de cualquier raza.